# Mechanik

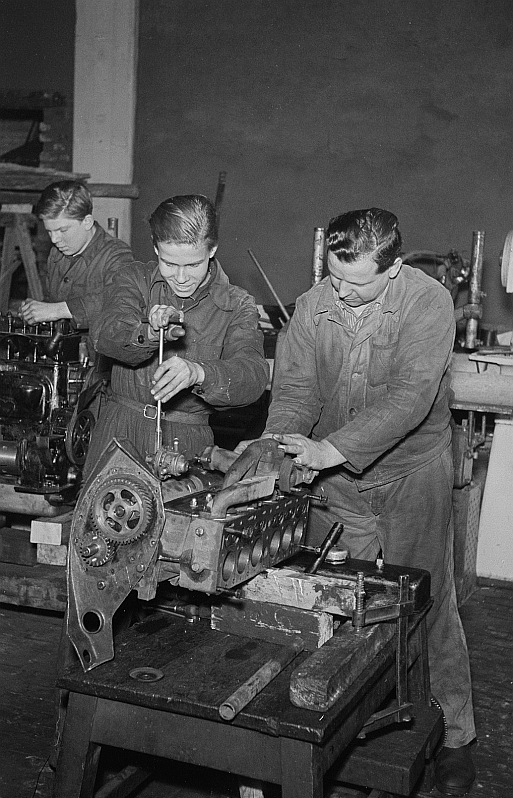
Mechanicy przy pracy, 1952 r.

Mechanik – osoba zajmująca się projektowaniem, konstruowaniem, budową, eksploatacją, naprawą i modyfikowaniem maszyn, urządzeń i mechanizmów samochodów.
Podział ze względu na wykształcenie:
- inżynier mechanik
- technik mechanik
- robotnik mechanik